# 凌云册回族满族乡
凌云册回族满族乡（簡稱為凌云册乡）是中华人民共和国河北省保定市易县下辖的一个乡。

## 行政区划
凌云册乡下辖凌云册村、解村、周任村、龙湾头村、西牛村、北韩村、西韩村、东韩村、南韩村、涞山村、贾庄村、太平庄村、辛庄村、东东邵村、中东邵村、新东邵村、大巨村、大方村和黄山村等地區。